# William Daniel Phillips
William Daniel Phillips (Wilkes-Barre, 5 november 1948) is een Amerikaans natuurkundige die in 1997 de Nobelprijs voor de Natuurkunde kreeg met Steven Chu en Claude Cohen-Tannoudji "voor de ontwikkeling van methoden om atomen af te koelen en te vangen met laser".

## Biografie
Phillips’ ouders zijn William Cornelius Phillips en Mary Catherine Savino. In 1959 verhuisde het gezin naar Camp Hill (nabij Harrisburg) waar hij de lokale highschool bezocht. In 1966 ging hij naar het Janiata College die hij in 1970 summa cum laude afsloot met een bachelordiploma in de natuurkunde. Vervolgens ging hij naar het Massachusetts Institute of Technology (MIT), waar hij in 1976 promoveerde in de natuurkunde met een thesis over het magnetisch moment van het proton in H2O.
In 1978 kwam Phillips terecht op het National Institute of Standards and Technology (NIST). Naast zijn werk bij het NIST is Phillips sinds 1992 ook hoogleraar natuurkunde aan de Universiteit van Maryland, College Park.
Bij het NIST deed hij onderzoek naar de lagetemperatuurfysica. Hierbij maakte hij gebruik van een lasergekoelde 'atoomval' die ontwikkeld was door Steven Chu. Door de parameters aan te passen kon Phillips een temperatuur bereiken die lager was dan die door Chu’s team eerder waren voorspeld en bereikt. Samen met Chu en de Algerijn Cohen-Tannoudji (die de verklaring leverde voor deze bevindingen) ontving Phillips in 1997 de Nobelprijs voor de Natuurkunde.
Phillips is sinds 1970 gehuwd met zijn jeugdliefde Jane van Wynen, met wie hij twee dochters heeft.